# Saxon (trasporto truppe)
L'Alvis AT-105 Saxon è un veicolo trasporto truppe (APC) britannico ruotato, con 4 ruote motrici e una struttura a grosse linee derivante da quella di autocarri standard commerciali.

## Storia[1]
questo veicolo fu sviluppato nel 1974 a titolo privato dalla GKN-Sankey per l'esportazione per poi, dopo essere stato venduto a diversi paesi del Medio Oriente, nel 1983 essere ordinato in 50 esemplari e pensato di usarlo nei reparti dell'esercito britannico come trasporto truppe dei reparti non corazzati.

## Struttura[1]
L'AT-105 è un veicolo militare dotato di 4 ruote con corazza completamente in acciaio,il conducente siede davanti e può avere il posto di guida sia a destra sia a sinistra a seconda del paese acquirente, il motore risiede di fianco al blocco di guida; la cabina di pilotaggio ha a disposizione un parabrezza in cristallo anti-proiettile e ai lati possiede 2 piccoli finestrini, per accedere al posto di guida si utilizza una botola posizionata sul tetto del veicolo, sopra la cabina.
Lo scomparto riservato alle truppe è posizionato sul retro del veicolo, può ospitare in totale 10 fanti totalmente attrezzati e tutti con a disposizione un sedile munito di cintura di sicurezza, disposti lungo le fiancate dello scomparto, il fondo di questo scomparto è sagomato in modo da deflettere le esplosioni causate da mine, lo scomparto è dotato di 2 sportelli (uno su ogni lato) e di altri 2 sul retro, le pareti della camera sono munite di oblò e di feritoie permettendo ai soldati l'ingaggio dall'interno del veicolo offrendo ai soldati un riparo dai proiettili nemici, infine la camera si questo scomparto è munita di isolamento termico e di impianto di condizionamento per operare in zone e climi caldi.
Sul tetto del veicolo, posizionata al centro dello scomparto truppe è presente la cupola del capocarro, munita di 4 blocchi visivi(uno per ogni lato, la cabina è quadrata)e di una botola che dà accesso a una mitragliatrice da 7,62 mm montata su un perno.

## Varianti[1]
La GKN-Sankey ha creato, oltre a quella standard, altre varianti del veicolo tra cui:
AT-105E:Variante simile allo standard, varia per la presenza di una torretta per mitragliatrice da 7,62 mm montata al posto della cupola del capocarro.
AT-105MR:Modello base armato con un mortaio da 81 mm installato nella parte posteriore dello scomparto truppe, spara tramite una apposita botola.
AT-105Q:Veicolo comando e comunicazioni.
AT-105A:Veicolo appositamente modificato ed attrezzato per il ruolo di ambulanza corazzata, proprio per il ruolo da ambulanza, questa variante è priva di armamento.

## Utilizzo
Il Saxon è un APC idoneo a compiti di ordine pubblico, soprattutto a causa della sua corazza: essa non è infatti a prova di proiettile di tipo convenzionale, ovvero con la capacità di reggere colpi di armi a bassa velocità oppure al fuoco di armi da guerra ad alta velocità (comunque di piccolo calibro) da una certa distanza (100–300 m). Il Saxon ha ricevuto una blindatura di 16 mm, tra il 50 e il 100% maggiore dello standard per veicoli ruotati, e pensata anche per riparare da colpi di armi da guerra. Per questo esso è stato impiegato in azioni antiguerriglia contro l'IRA, essendo in dotazione ai battaglioni dell'esercito territoriale inglese in oltre 700 esemplari.